# Дуглас-Гамильтон, Виктория Мария
Леди Виктория Мария Дуглас-Гамильтон (11 декабря 1850 — 14 мая 1922) — прабабушка монакского князя Ренье III и чешского министра иностранных дел принца Карела Шварценберга.

## Жизнь
Дочь 11-го герцога Гамильтона и баденской принцессы Марии Амелии. Через свою бабушку по материнской линии Стефанию Богарне, она была четвероюродной сестрой императора Наполеона III, двоюродной сестрой королевы Саксонии Каролы Шведской, португальской королевы Стефании Гогенцоллерн-Зигмаринген, короля Румынии Кароля I и Марии Гогенцоллерн-Зигмаринген — матери короля Бельгии Альберта I.
21 сентября 1869 года она вышла замуж за наследного принца Монако Альбера, сына князя Монако Карла III и Антуанетты де Мерод-Вестерло. Мария Виктория в браке родила единственного сына Луи, будущего князя Монако Луи II. 3 января 1880 года их брак был расторгнут.
2 июня 1880 года она вступила во второй брак с графом Тассило Фештетичем фон Тольна (1850—1933; с 1911 года — князь). У них родилось четверо детей:
- Мария Матильда (1881—1951), вышла замуж за принца Карла Эмиля цу Фюрстенберга (1867—1945), пятеро детей, их внуки Ира фон Фюрстенберг и Эгон фон Фюрстенберг;
- Дьёрдь (1882—1941), жена — графиня Мария фон Хаугвитц (1900—1972), один сын;
- Александра (1884—1963), её мужем был принц Карл Отто цу Виндишгрец (1871—1915), а после — принц Эрвин цу Гогенлоэ-Вальденбург-Шиллингсфюрст (1890—1951), трое детей;
- Карола Фредерика (1888—1951), супруг — Оскар, барон Гауч фон Франкентурн (1879—1958), у пары не было детей.

В течение 40 лет брака с графом Тассио леди Мария руководила расширением и улучшением владений её мужа. Большим другом Марии был её брат Уильям Дуглас-Гамильтон, 12-й герцог Гамильтон, который в свою очередь был большим другом принца Уэльского (будущего короля Эдуарда VII). Леди Мария умерла в 1922 году. Она и её супруг были погребены в мавзолее Фештетичей возле озера Балатон.